# Agencja modelek (serial telewizyjny)
Agencja modelek (ang. Models Inc.) – amerykańska opera mydlana premierowo emitowana w latach 1994-1995 na kanale FOX, będąca bezpośrednią kontynuacją  serialu Melrose Place. Stworzony został przez Charles'a Pratt'a Jr oraz Franka Southa – scenarzystów "serialu matki" Melrose Place.
W Polsce serial emitowany był na kanale TVN od 6 października 1997 do 6 maja 1998 roku pod nazwą Modelki oraz przez stację CBS Drama od 5 czerwca do 15 lipca 2014 roku pod tytułem Agencja modelek.

## Opis
Serial opowiada o osobistych i zawodowych przeżyciach młodych modelek z West Hollywood, ich sławie, upadkach, wzlotach. Tytułową agencję modelek prowadzi matka Amandy Woodward z Melrose Place. Hillary Michaels pojawiła się pod koniec drugiego sezonu w Melrose, aby zaaranżować kontynuację wątków.

## Obsada

### Główna
- Linda Gray – Hillary Michaels
- Cameron Daddo – Brian Peterson
- David Goldsmith – Eric Dearborn
- Teresa Hill – Linda Holden
- Carrie-Anne Moss – Carrie Spencer
- Cassidy Rae – Sarah Owens
- Stephanie Romanov – Teri Spencer
- Stephanie Romanov – Monique Durand
- Kylie Travis – Julie Dante
- Heather Medway – Stéphanie Smith (odcinki 1-8)
- Brian Gaskill – David Michaels (odcinki 1-12)
- Garcelle Beauvais – Cynthia Nichols (odcinki 5-29)
- Emma Samms – Grayson Louder (odcinki 18-29)
- James Wilder – Adam Louder
- Don Michael Paul – Craig Bodi
- Kaela Dobkin – Kristy

### Gościnnie
- Grant Show – Jake Hanson (odcinek 1)
- Daphne Zuniga – Jo Reynolds (odcinek 1)

## Emisja w Polsce
W Polsce serial premierowo pojawił się 6 października 1997 roku, kiedy to stacja TVN rozpoczęła emisję serialu. Początkowo emisja odbywała się w poniedziałki o godz 21 po emisji serialu Melrose Place. Wyświetlano jeden odcinek na tydzień aż do 5 stycznia 1998 roku. Od 14 stycznia tego samego roku serial emitowany był w środy o tej samej porze (z wyjątkiem 14 stycznia, kiedy odcinek 15 został wyświetlony po północy, a więc 15 stycznia 1998 roku). Emisja w środy trwała, aż do 6 maja 1998 roku.
W 2014 roku serial ponownie został wyemitowany tym razem przez stację CBS Drama, która rozpoczęła emisję w czwartek 5 czerwca. Premierowe odcinki były emitowane od poniedziałku do piątku o godz. 22.00, aż do 15 lipca 2014 roku. Później serial wielokrotnie powtarzano.

## Przegląd sezonu
| Seria | Seria | Odcinki | Pierwsza emisja FOX | Pierwsza emisja FOX | Pierwsza emisja TVN | Pierwsza emisja TVN |
| Seria | Seria | Odcinki | Premiera            | Finał               | Premiera            | Finał               |
| ----- | ----- | ------- | ------------------- | ------------------- | ------------------- | ------------------- |
|       | 1     | 29      | 29 czerwca 1994     | 6 marca 1995        | 6 października 1997 | 6 maja 1998         |

## Lista odcinków

### Seria 1:1994-1995
| №  | #  | Tytuł                                        | Reżyseria          | Scenariusz                      | Premiera             | Premiera w Polsce (TVN)  |
| -- | -- | -------------------------------------------- | ------------------ | ------------------------------- | -------------------- | ------------------------ |
| 1  | 1  | Pilot                                        | Charles Correll    | Charles Pratt Jr. & Frank South | 29 czerwca 1994      | 6 października 1997      |
| 2  | 2  | Be My, Be My Baby                            | Paul Lazarus       | James Kramer                    | 6 lipca 1994         | 13 października 1997     |
| 3  | 3  | It'll Never Happen Again and Again and Again | James Whitmore Jr. | Jule Selbo                      | 13 lipca 1994        | 20 października 1997     |
| 4  | 4  | Skin Deep                                    | Charles Correll    | Robert Guza Jr.                 | 20 lipca 1994        | 27 października 1997     |
| 5  | 5  | Strictly Business                            | Chip Chalmers      | Susan Cridland Wick             | 27 lipca 1994        | 3 listopada 1997         |
| 6  | 6  | When Girls Collide                           | Paul Lazarus       | James Kramer                    | 3 sierpnia 1994      | 10 listopada 1997        |
| 7  | 7  | Nothing Is as It Seems                       | Victoria Hochberg  | Jule Selbo                      | 10 sierpnia 1994     | 17 listopada 1997        |
| 8  | 8  | Meltdown                                     | Chip Chalmers      | Robert Guza Jr.                 | 17 sierpnia 1994     | 24 listopada 1997        |
| 9  | 9  | Old Models Never Die                         | Parker Stevenson   | Susan Cridland Wick             | 7 września 1994      | 1 grudnia 1997           |
| 10 | 10 | Good Girls Finish Last                       | Reza Badiyi        | Charles Pratt Jr.               | 14 września 1994     | 8 grudnia 1997           |
| 11 | 11 | Ultimatums Are Us                            | Martin Pasetta     | Jule Selbo                      | 21 września 1994     | 15 grudnia 1997          |
| 12 | 12 | Ghosts                                       | Chip Chalmers      | Robert Guza Jr.                 | 28 września 1994     | 22 grudnia 1997          |
| 13 | 13 | In Models We Trust                           | Jefferson Kibbee   | Jeff King                       | 12 października 1994 | 29 grudnia 1997          |
| 14 | 14 | Love and War                                 | Marina Sargenti    | Susan Cridland Wick             | 19 października 1994 | 5 stycznia 1998          |
| 15 | 15 | Clash of the Super Vixens                    | Parker Stevenson   | Charles Pratt Jr.               | 26 października 1994 | 15 stycznia 1998         |
| 16 | 16 | Look Who's Stalking                          | Michael Vejar      | John Eisendrath                 | 9 listopada 1994     | 21 stycznia 1998         |
| 17 | 17 | Blind by Love                                | Reza Badiyi        | Jule Selbo                      | 16 listopada 1994    | 28 stycznia 1998         |
| 18 | 18 | Till Death Do Us Part                        | Martin Pasetta     | Robert Guza Jr.                 | 23 listopada 1994    | 11 lutego 1998           |
| 19 | 19 | Bad Moon Rising                              | Jerry Jameson      | Charles Pratt Jr.               | 30 listopada 1994    | 18 lutego 1998           |
| 20 | 20 | Of Models and Men                            | Linda Day          | Susan Cridland Wick             | 14 grudnia 1994      | 25 lutego 1998           |
| 21 | 21 | Out of Control                               | Parker Stevenson   | Jeff King                       | 21 grudnia 1994      | 4 marca 1998             |
| 22 | 22 | Grayson Inc.                                 | Victoria Hochberg  | John Eisendrath                 | 2 stycznia 1995      | 11 marca 1998            |
| 23 | 23 | Men Don't Leave                              | Marina Sargenti    | Jule Selbo                      | 9 stycznia 1995      | 18/25 marca 1998         |
| 24 | 24 | Bring the Family                             | Les Sheldon        | Robert Guza Jr.                 | 23 stycznia 1995     | 25 marca/1 kwietnia 1998 |
| 25 | 25 | Really Big Problems                          | Jefferson Kibbee   | Charles Pratt, Jr.              | 6 lutego 1995        | 8 kwietnia 1998          |
| 26 | 26 | Adam's Family Values                         | Marina Sargenti    | Richard Gollance                | 13 lutego 1995       | 15 kwietnia 1998         |
| 27 | 27 | By Crook or by Hook                          | Jerry Jameson      | Kathryn Baker                   | 20 lutego 1995       | 22 kwietnia 1998         |
| 28 | 28 | Exposure                                     | Les Sheldon        | John Eisendrath                 | 27 lutego 1995       | 29 kwietnia 1998         |
| 29 | 29 | Sometimes a Great Commotion                  | Linda Day          | Charles Pratt, Jr.              | 6 marca 1995         | 6 maja 1998              |

## Alternatywne zakończenie
Ostatni odcinek serialu kończy się cliffhangerem, pozostawiając wiele wątków niewyjaśnionych. Lata po zakończeniu produkcji serialu stacja E! Entertainment wyemitowała cały serial wraz z alternatywnym zakończeniem serialu, który to wyjaśnił i zakończył wszystkie wątki pozostawione bez wyjaśnienia w 1995 roku, z wyjątkiem porwania Carrie.